# ウィリアム・ガードラー
ウィリアム・ガードラー（William Girdler、1947年10月22日 - 1978年1月21日）は、アメリカ合衆国の映画監督。
ケンタッキー州ルイビル出身。『ジョーズ』に影響された『グリズリー』や、『エクソシスト』に影響された『マニトウ』など、数多くのエピゴーネン作品を世に放っている。
1978年1月21日、フィリピンで次回作のロケハンをヘリコプターで行っている最中に墜落死した。30歳。

## 監督した映画
- サタンの亡命
- ミースクの三人
- ゼブラ・キラー
- アビィー
- シーバ・ベイビー
- プロジェクト・キル
- グリズリー
- アニマル大戦争
- マニトウ